# Etrema ravella
Etrema ravella é uma espécie de gastrópode do gênero Etrema, pertencente à família Clathurellidae.